# Liste der Mitglieder der Deutschen Akademie der Naturforscher Leopoldina/1950
Die Liste der Mitglieder der Deutschen Akademie der Naturforscher Leopoldina für 1950 listet alle Personen, die im Jahr 1950 zum Mitglied berufen wurden. Insgesamt gab es neun neu gewählte Mitglieder.

## Neu gewählte Mitglieder 1950
| Nr.* | Name                | Geboren       | Aufnahme | Gestorben     | Sektion                    | Bild               | Datenbank           |
| ---- | ------------------- | ------------- | -------- | ------------- | -------------------------- | ------------------ | ------------------- |
|      | Werner Budde        | 1. Sep. 1886  |          | 28. Aug. 1960 | Chirurgie                  |                    | Werner Budde        |
|      | Johannes Buder      | 16. Nov. 1884 |          | 18. Juli 1966 | Botanik                    |                    | Johannes Buder      |
|      | Max Bürger          | 16. Nov. 1885 |          | 5. Feb. 1966  | Innere Medizin             |                    | Max Bürger          |
|      | Hans Gallwitz       | 24. Nov. 1896 |          | 9. Okt. 1958  | Geologie und Paläontologie |                    | Hans Gallwitz       |
|      | Martin Jahn         | 20. Sep. 1888 |          | 11. Sep. 1974 | Anthropologie              |                    | Martin Jahn         |
|      | Arthur Lüttringhaus | 6. Juli 1906  |          | 27. Mai 1992  | Chemie                     |                    | Arthur Lüttringhaus |
|      | Max Ratschow        | 7. Aug. 1904  |          | 8. Nov. 1963  | Innere Medizin             |                    | Max Ratschow        |
|      | Erwin Reichenbach   | 1. Aug. 1897  |          | 21. Jan. 1973 | Stomatologie               |                    | Erwin Reichenbach   |
|      | Hans Stubbe         | 7. März 1902  |          | 14. Mai 1989  | Landbauwissenschaften      | Hans Stubbe (1984) | Hans Stubbe         |

* Die Matrikelnummern sowie das genaue Wahldatum der aufgelisteten Akademiemitglieder sind nicht aus dem online gestellten Mitgliederverzeichnis der Akademie ersichtlich. Akademische Titel sind im Mitgliederverzeichnis einsehbar.